# The Shin
A The Shin (grúz nyelven: შინ) egy grúz fúziós jazz zenekar. Az együttest 1998-ban alapították Németországban. Az együttes tagjai Zaza Miminoshvili (gitár, panduri), Zurab J. Gagnidze (basszusgitár, háttérvokál) és Mamuka Gaganidze (ének, ütőhangszerek). A "shin" szó szerint otthont vagy hazatérést jelent grúz nyelven.
Az együttes képviselte Grúziát a 2014-es Eurovíziós Dalfesztiválon Mariko Ebralidze énekesnővel kiegészülve. Versenydaluk a Three Minutes to Earth volt, melyet a május 8-i második elődöntőben adtak elő.

## Diszkográfia
| Év   | Kiadó                                | Album címe     |
| ---- | ------------------------------------ | -------------- |
| 1999 | Acoustic Music Records (Németország) | Tseruli        |
| 2005 | BBB Music (Németország)              | Manytimer      |
| 2006 | JARO Medien (Németország)            | EgAri          |
| 2009 | JARO Medien (Németország)            | Black Sea Fire |
| 2009 | Pasaules mūzika (Lettország)         | Es Ari         |

## Fordítás
Ez a szócikk részben vagy egészben  a   The Shin című angol Wikipédia-szócikk fordításán alapul.  Az eredeti cikk szerkesztőit annak laptörténete sorolja fel. Ez a jelzés csupán a megfogalmazás eredetét és a szerzői jogokat jelzi, nem szolgál a cikkben szereplő információk forrásmegjelöléseként.